# Atentados de Yakarta de 2016
Los ataques en Yakarta de 2016 ocurrieron el 14 de enero de 2016 cuando se reportaron múltiples explosiones y disparos cerca del centro comercial Sarinah, en el centro de Yakarta (Indonesia) en la intersección de Jalan Kyai Haji Wahid Hasyim y Jalan MH Thamrin. Siete personas (de las cuales cinco son atacantes) fueron reportados muertos y se informó que 24 personas han sido heridas en el ataque.
Según los informes, se reportaron entre 10 y 14 atacantes involucrados en el hecho y con vínculos con el Estado Islámico. De hecho, el grupo amenazó a Indonesia después de los atentados ocurridos París el año anterior. Una explosión se produjo en un café Starbucks, otra en frente del centro comercial Sarinah, y uno en un puesto de la policía fuera del centro comercial. Uno de los fallecidos es un ciudadano canadiense. El ataque se produjo cerca de un centro de información de la ONU, así como hoteles de lujo y embajadas extranjeras, entre ellos Francia. El Programa de las Naciones Unidas para el Medio Ambiente confirmó que un funcionario holandés de la ONU fue gravemente herido en los ataques. El Estado Islámico se atribuyó el ataque.

## Antecedentes
Aunque Indonesia está muy lejos de los conflictos del Medio Oriente, el país ha experimentado varios ataques terroristas por parte de militantes islamistas en las últimas dos décadas que han dejado cientos de víctimas.
Este ataque fue el primero más importante en Yakarta desde los atentados de Yakarta de 2009, llevado a cabo por Jemaah Islamiyah, grupo vinculado a Al Qaeda que buscan unir a Indonesia, Malasia y el sur de Filipinas bajo el control del Estado Islámico.
Según un portavoz de la Policía Nacional de Indonesia, la policía había recibido información en noviembre de 2015 sobre una advertencia del Estado Islámico de que habría un atentado en Indonesia. En 2015, se informó que por lo menos 50 indonesios se habían unido a los miles de combatientes extranjeros que han viajado a Siria para ayudar a los grupos extremistas tratando de crear un Estado islámico allí.
También se informó de un enfrentamiento armado en un edificio cercano al área de las explosiones.

## Los ataques

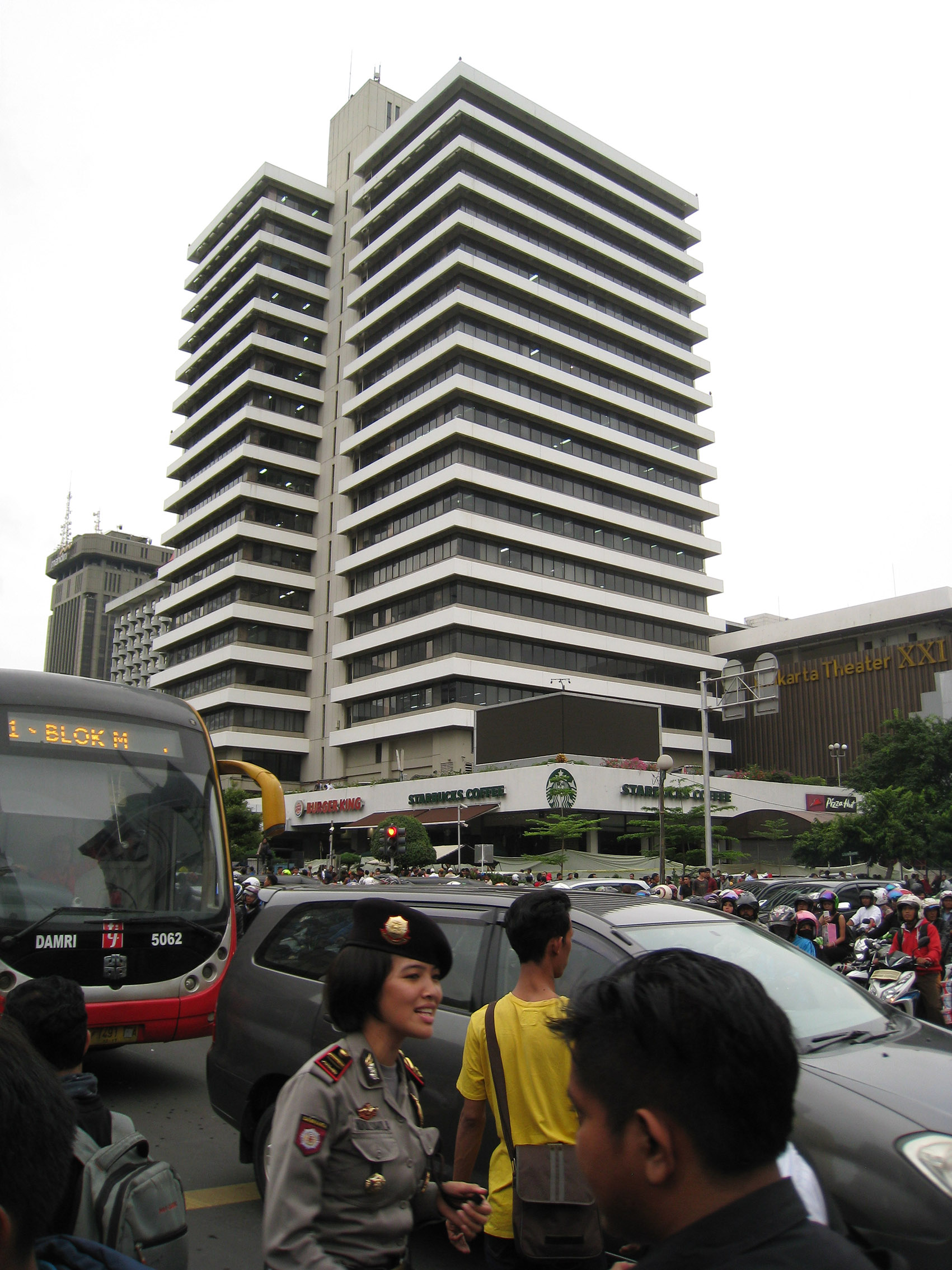
El local de Starbucks en Menara Cakrawala, horas después del ataque.

El 14 de enero de 2016, a las 10:40 a. m. (hora local) se reportaron varias explosiones seguidas de disparos en el área céntrica de Yakarta, que es el sitio de muchos hoteles de lujo, y edificios de oficinas y embajadas. De acuerdo con un portavoz de la Policía Nacional de Indonesia, el ataque involucró un número desconocido de asaltantes con granadas y armas de fuego. un total de seis explosiones fueron contadas por los medios de comunicación.
El ataque fue dirigido contra un puesto de policía de tránsito en una intersección importante, cerca de una cafetería de Starbucks y una franquicia de Burger King. La garita policial fue muy dañada por las explosiones. A pesar de que inicialmente también se reportaron tres explosiones en los barrios de Cikini, Slipi y Kuningan, cerca de las embajadas de Turquía y Pakistán, la policía de Yakarta más tarde negó estas explosiones, así como falsos ataques en Simatupang y Palmerah.
Según testigos, al menos tres atacantes entraron en una cafetería Starbucks, cercana a varias embajadas, y detonaron los explosivos antes de abrir fuego. Una explosión ocurrió frente a un centro comercial, cercano a las oficinas de las Naciones Unidas en Indonesia.
En un video publicado en las redes sociales más tarde, se pudo ver supuestamente a dos atacantes a las fuera del local de Starbucks cuando una de sus bombas suicidas se activó y sus cuerpos fueron destrozados.
Una serie de fotografías mostró a dos hombres armados abriendo fuego contra una multitud que se reunió en la calle en torno a la garita policial dañada por las explosiones. El primer hombre armado parecía disparar a dos oficiales de la policía, y la multitud se dispersa. El segundo pistolero luego dispara contra otro policía a corta distancia. Un portavoz de la policía dijo que el primer pistolero luego tomó dos rehenes, un ciudadano holandés y un argelino, en el estacionamiento de un edificio, y los dos pistoleros fueron más tarde muertos a tiros por la policía.

## Perpetradores
Según la policía de Yakarta, un extremista indonesio ligado al Estado Islámico, Bahrun Naim, fue el autor intelectual de los ataques. Naim, originario de Pekalongan en el centro de la isla de Java se cree que se trasladó a Al Raqa en Siria antes de los ataques. Naim mantenía un blog donde elogiaba ataques terrositas, incluyendo los ataques de noviembre de 2015 en París, y donde solicitaba a los indonesios llevar a cabo este tipo de ataques en el archipiélago. Naim fue detenido en noviembre de 2010 en su hogar bajo la sospecha de conexiones con el terrorismo y fue condenado en junio de 2011 por cargos de tenencia de armas, pero la corte no halló pruebas suficientes para condenarlo por terrorismo.
Un oficial de la policía nacional de Indonesia dijo que tres hombres habían sido arreestados durante las investigaciones del ataque y tras un asedio de cuatro horas en Yakarta. La policía pudo identificar a uno de los atacantes, Afif Sunakim, quien fue visto llevando un arma y una mochila durante los ataques. Estuvo encarcelado durante siete años por asistir a un campamento militante insurgente.
Se reportaron que los perpetradores tenían entre 16 y 40 años de edad.

## Víctimas
La policía local confirmó que cinco atacantes y dos civiles murieron en los ataques. Tres de los cinco atacantes fueron muertos a tiros delante del local de Starbucks en un intercambio de disparos con la policía mientras que los otros dos atacantes murieron al detonar los explosivos mientras conducían sus motocicletas frente al puesto de policía cercano al centro comercial. En cuanto a los civiles, uno de ellos era canadiense y el otro indonesio. Entre los más de veinte heridos se reportaron cinco policías y un ciudadano argelino. La embajada de los Países Bajos también confirmó que un ciudadano neerlandés fue gravemente herido y está internado en un hospital.
Los dos atacantes que murieron en el atentado suicida fueron identificados como Dian Juni Kurniadi y Ahmad Mohazab Saron. Dos atacantes que murieron en un tiroteo con la policía fueron identificados como Afif, alias Sunakim, también conocido como Sunardi, y en segundo lugar Marwan, alias Muhammad Ali. Los dos civiles muertos fueron identificados como Amer Quali Taher, un canadiense, y Rico Hermawan, un indonesio. En cuanto a la séptima persona asesinada, la policía declaró que no podía estar seguro de si era un autor o una víctima, según el jefe de la policía de Indonesia Badrodin Haiti.

## Consecuencias
Dos días después del ataque, las fuerzas de seguridad indonesias detuvieron a doce personas vinculadas con los atacantes identificados. Los doce detenidos fueron acusados de planear nuevos ataques contra el gobierno de Indonesia, la policía y objetivos extranjeros en relación con los cinco terroristas.

## Reacciones

### En Indonesia

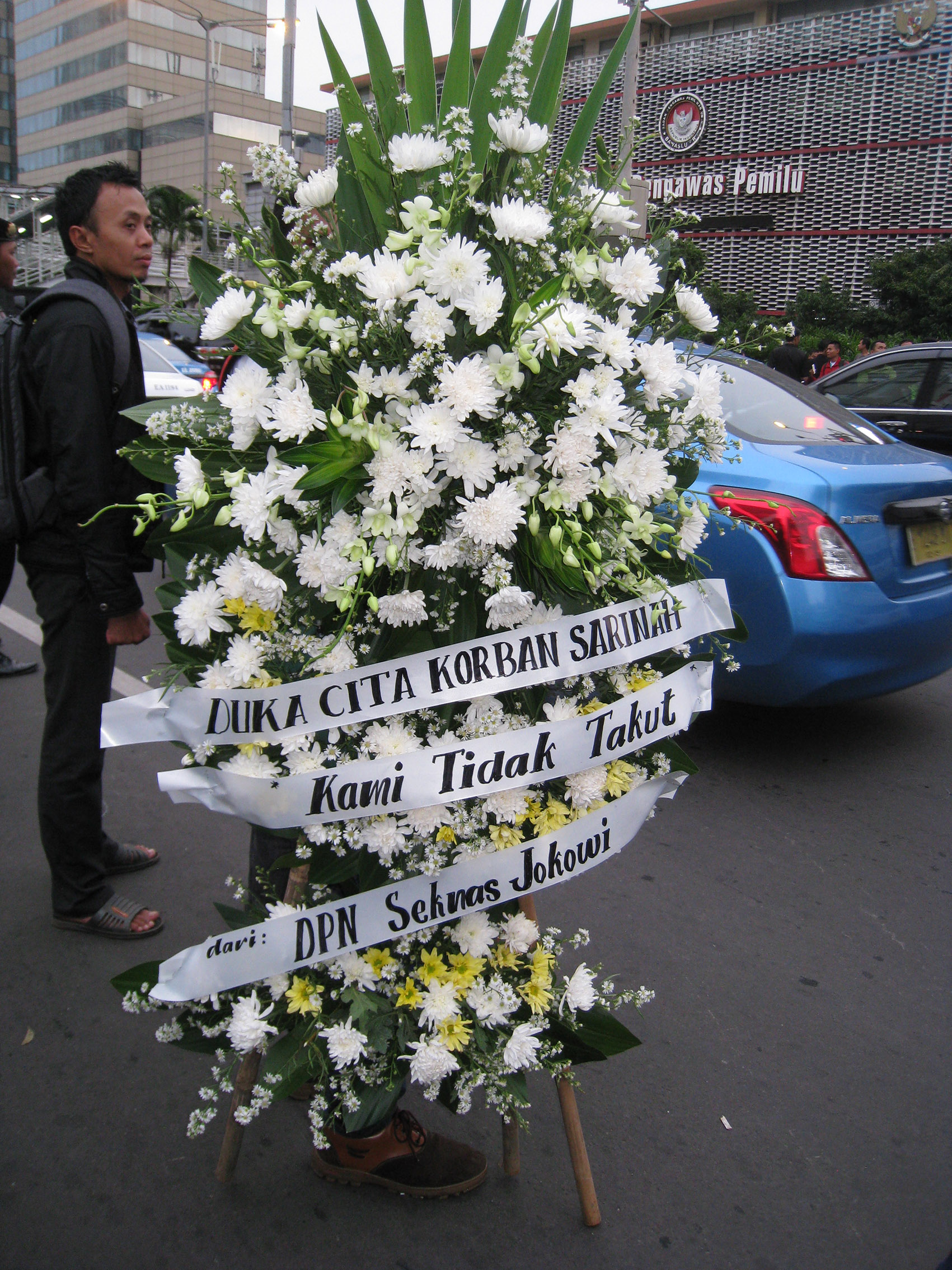
Corona de flores conmemorativa cercana al sitio de los ataques.

El presidente Joko Widodo calificó a los ataques de «actos de terrorismo» en una declaración televisada. En su declaración, dijo: «Nuestra nación y nuestra gente no debe tener miedo. No vamos a ser derrotados por estos actos de terror. Espero que el pueblo se mantenga en calma. Todos nosotros estamos de duelo por las víctimas de este incidente, pero también condenamos el acto que ha perturbado la seguridad y la paz y extendió el terror entre nuestra gente».
Residentes de Yakarta expresaron sus condolencias a través de las redes sociales.
Starbucks emitió un comunicado de prensa condenando el ataque. También la empresa declaró el cierre de todos sus locales en Yakarta «hasta nuevo aviso».

### Internacionales
Estados
- Arabia Saudita — El ministro de Relaciones Exteriores de Arabia Saudita Adel Al-Jubeir condenó el ataque, afirmando que el ataque debe «fortalecer nuestra determinación de trabajar juntos de manera efectiva para combatir el flagelo del terrorismo».[37]
- Argentina — El Ministerio de Relaciones Exteriores y Culto de la Argentina emitió un comunicado condenando enérgicamente los ataques, y enviando «condolencias y solidaridad al gobierno y al pueblo» indonesio y haciendo votos «por la pronta recuperación» de los heridos.[38]
- Australia — La ministra de Asuntos Exteriores de Australia Julie Bishop emitió un comunicado afirmando que había estado en contacto con el ministro de Relaciones Exteriores de Indonesia Retno Marsudi, ofreciendo cualquier tipo de apoyo necesario para responder a los ataques. También afirmó que el Gobierno de Australia condenó los ataques.[39] El Departamento de Asuntos Exteriores y Comercio de Australia aconsejó a los australianos en Yakarta limitar el movimiento y seguir las instrucciones de las autoridades.[40]
- Bielorrusia — El Ministerio de Asuntos Exteriores bielorruso condenó los ataques.[41]
- Brunéi — El Sultán Hassanal Bolkiah envió sus condolencias a Indonesia y condenó los ataques.[42]
- Canadá — El ministro de Asuntos Exteriores Stéphane Dion se comprometió a doblar en los esfuerzos para combatir el extremismo después del ataque, afirmando que «Canadá continuará en pie por Indonesia y cooperará en la lucha contra el extremismo. Ofrecemos nuestro apoyo a las autoridades de Indonesia durante este tiempo difícil».[43]
- China — El portavoz Hong Lei del Ministerio de Relaciones Exteriores de la República Popular China dijo que el gobierno chino condenó enérgicamente los atentados.[44]
- Estados Unidos — La Embajada de Estados Unidos en Yakarta solciitó a los estadounidenses mantenerse alejados de las zonas cercanas a los ataques.[45]
- Filipinas — El Departamento de Relaciones Exteriores de Filipinas condenó enérgicamente los ataques y expresó su solidaridad con el pueblo indonesio.[46]
- India — El primer ministro Narendra Modi condenó el ataque terrorista «reprobable» y dijo que sus pensamientos están con aquellos que perdieron a sus seres queridos. Él oró por la pronta recuperación de los heridos.[47]
- Japón — El primer ministro Shinzo Abe dijo que estaba «conmocionado y enfurecido por los ataques» y que Japón «nunca tolerará tales actos», enviando sus condolencias y acompañamiento a Indonesia.[48]
- Malasia — El primer ministro Najib Razak dijo que estaba «profundamente conmocionado y entristecido».[49]
- México — El gobierno mexicano a través de la Secretaría de Relaciones Exteriores condenó de manera enérgica los ataques perpetrados en el centro de Yakarta. «Nuestro país reitera su absoluto rechazo a todo acto terrorista y expresa sus más sentidas condolencias al pueblo y al gobierno de Indonesia», señaló la Cancillería a través de un comunicado.[50]
- Países Bajos — El ministro de Asuntos Exteriores neerlandés, Bert Koenders, condenó los ataques y ofreció ayuda al país.[51]
- Pakistán — El primer ministro Nawaz Sharif condenó enérgicamente el atendado y expresó sus condolencias.[52]
- Reino Unido — El Foreign and Commonwealth Office solicitó a los británicos en Yakarta a seguir las instrucciones de las autoridades y limitar los movimientos alrededor de las zonas afectadas.[53] El secretario de Relaciones Exteriores, Philip Hammond condenó los ataques como «actos de terror sin sentido» y pidió a todos los ciudadanos británicos en Yakarta y en otras partes en Indonesia a mantener la vigilancia, informarse con los medios de comunicación locales y seguir los consejos de seguridad de las autoridades locales.[3]
- Singapur — Un portavoz del Ministerio de Relaciones Exteriores de Singapur condenó los ataques y dijo que el país apoya a Indonesia en llevar a los responsables ante la justicia.[49] El primer ministro Lee Hsien Loong dijo también estar «conmocionado y consternado por la noticia» de los atentados.[54]
- Sri Lanka — El Ministerio de Relaciones Exteriores de Sri Lanka condenó enérgicamente los ataques terroristas.[55]
- Tailandia — El primer ministro Prayut Chan-o-cha declaró que se entristeció al oír sobre los ataques y ofreció sus condolencias y el apoyo de su país a Indonesia.[56]
- Timor Oriental — El Gobierno de Timor Oriental condenó los ataques y apoyó los esfuerzos de Indonesia en la lucha contra el terrorismo.[57]
- Vietnam — El portavoz del Ministerio de Relaciones Exteriores vietnamita condenó los ataques y declaró que su embajada en Yakarta estaba trabajo con funcionarios indonesios para supervisar la situación.[58]

Organismos internacionales
- Organización de las Naciones Unidas — El Secretario General de Naciones Unidas, Ban Ki-moon, condenó los ataques, y reafirmó que «no hay absolutamente ninguna justificación» para tales actos de terrorismo.[59]
- Unión Europea — La Alta representante de la Unión para Asuntos Exteriores y Política de Seguridad Federica Mogherini declaró su solidaridad con los familiares y amigos de las víctimas señalando que el terrorismo es el problema global que debe ser abordado a nivel mundial. También prometió al gobierno de Indonesia cooperar estrechamente en la defensa de la paz.[60][61]